# جيفاني براون
جيفاني جيسون براون (بالإنجليزية: Jevani Jason Brown)‏ هو لاعب كرة قدم محترف، من مواليد 16 أكتوبر 1994، يلعب في صفوف نادي إكزتر سيتي.

## روابط خارجية
- جيفاني براون على موقع قاعدة بيانات كرة القدم.إي يو (الإنجليزية)
- جيفاني براون على موقع Soccerbase.com (لاعب) (الإنجليزية)
- جيفاني براون على موقع Soccerway.com (الإنجليزية)